# Pisaura bobbiliensis
Pisaura bobbiliensis là một loài nhện trong họ Pisauridae.
Loài này thuộc chi Pisaura. Pisaura bobbiliensis được miêu tả năm 1993 bởi C. Adinarayana Reddy & Patel.